# Witold Sobociński
Witold Sobociński (Ozorków, 15 ottobre 1929 – Łódź, 19 novembre 2018) è stato un direttore della fotografia polacco.

## Biografia
È padre di Piotr Sobociński, a sua volta direttore della fotografia, prematuramente deceduto nel 2001.

## Riconoscimenti
- Camerimage 1994: Premio alla carriera

## Filmografia parziale
- Le avventure di Gerard (The Adventures of Gerard), regia di Jerzy Skolimowski (1970)
- Vita di famiglia (Zycie rodzinne), regia di Krzysztof Zanussi (1971)
- La clessidra (Sanatorium pod klepsydra), regia di Wojciech Has (1973)
- La terra della grande promessa (Ziemia obiecana), regia di Andrzej Wajda (1975)
- Śmierć prezydenta, regia di Jerzy Kawalerowicz (1977)
- Pirati (Pirates), regia di Roman Polański (1986)
- Frantic, regia di Roman Polański (1988)
- Acque di primavera (Torrents of Spring), regia di Jerzy Skolimowski (1989)